# برند ویلهلم فدرسن
 برند ویلهلم فدرسن (آلمانی: Berend Wilhelm Feddersen؛ زاده ۲۶ مارس ۱۸۳۲ - درگذشته ۱ ژوئیهٔ ۱۹۱۸) یک فیزیک‌دان اهل آلمان بود. 